# ليوناردو بيريز
ليوناردو بيريز (بالإيطالية: Leonardo Perez)‏ (27 سبتمبر 1989 في إيطاليا - ) هو لاعب كرة قدم إيطالي في مركز الهجوم. لعب مع نادي أسكولي ونادي باري ونادي بيزا ونادي سيتاديلا ونادي غوبيو وGiulianova Calcio ‏.

## وصلات خارجية
- ليوناردو بيريز على موقع قاعدة بيانات كرة القدم.إي يو (الإنجليزية)
- ليوناردو بيريز على موقع Soccerway.com (الإنجليزية)
- ليوناردو بيريز على موقع عالم كرة القدم.نت (الإنجليزية)